# Nathanael Weil
Jakob Nathanael ben Naftali Zvi Weil (em hebraico:  יעקב נתנאל בן נפתלי צבי וייל‎, também Netanel Weil, Nathaniel Weil ou Nataniel Weill; Stühlingen, 1687 – Rastatt, 7 de maio de 1769) foi um rabino do Marquesado de Baden e mestre do Talmude. Também é chamado Korban Netanel após o título de seu comentário do Talmud publicado em 1755, e diversas vezes impresso.

## Família
Nathanael Weil, filho de Naphtali Hirsch Weil (morto em 1692) e assim descendente de Jakob Weil, cresceu em Stühlingen em uma família judaica rica e erudita. Quando tinha cinco anos de idade seu pai Hirsch Weil e seu irmão foram assassinados. Com dez anos de idade sua mãe o enviou para a Yeshivá (escola superior de Talmud) em Fürth, um centro sul-alemão de estudos rabínicos.

## Formação
Quando adolescente Nathanael Weil ficou aos cuidados de seu tio Lippmann Weil em Praga e tornou-se um estudante do chefe da Yeshivá local, rabino Abraham Brod, cuja sobrinha Feigele ele casou-se em 1708. Weil seguiu seu professor para Metz e Frankfurt am Main. Após a morte de Brod ele retornou para Praga em 1717 e viveu modestamente como professor particular.

## Rabino
Devido à expulsão dos judeus de Praga em 1745, Nathanael Weil assumiu a posição de rabino provincial na Floresta Negra; morou em Mühringen perto de Horb am Neckar até 1750, quando foi nomeado Oberlandrabbiner para o Marquesado de Baden em Karlsruhe .

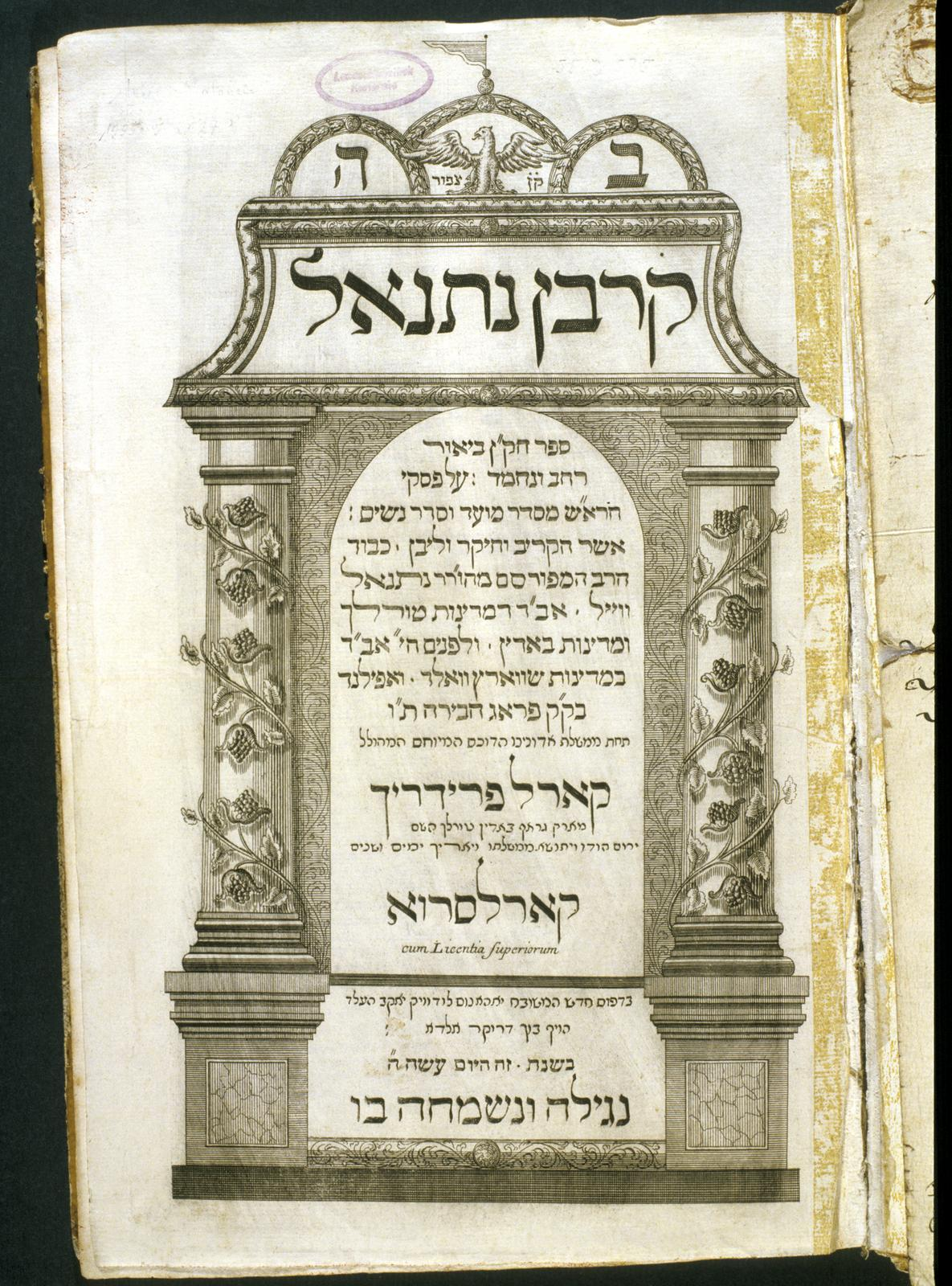
Página título do Korban Netana'el, Karlsruhe 1755

## Obra
Os mais influentes são os estudos de Weil sobre as variações textuais do comentário do Talmud por Asher ben Jehiel, que foi publicado em Karlsruhe em 1755 sob o título Korban Netanel (em hebraico:  קרבן נתנאל‎, "Sacrifício de Natanael"). Outros textos apareceram postumamente:
- Netib Ḥayyim (Fürth, 1779), com explicações sobre Shulkhan Arukh e Oracḥ Ḥayyim e seus comentários, Ṭure Zahab e Magen Abraham;
- Torat Netan'el (Fürth, 1795), em duas partes, com uma coletânea de seus Responsas e interpretações halacá da torá.

Rav Nathaniel está sepultado no Cemitério Judaico na Kriegsstraße em Karlsruhe. Seu filho Tia Weil o sucedeu em 1780 como Oberlandrabbiner de Baden.

## Sepultura

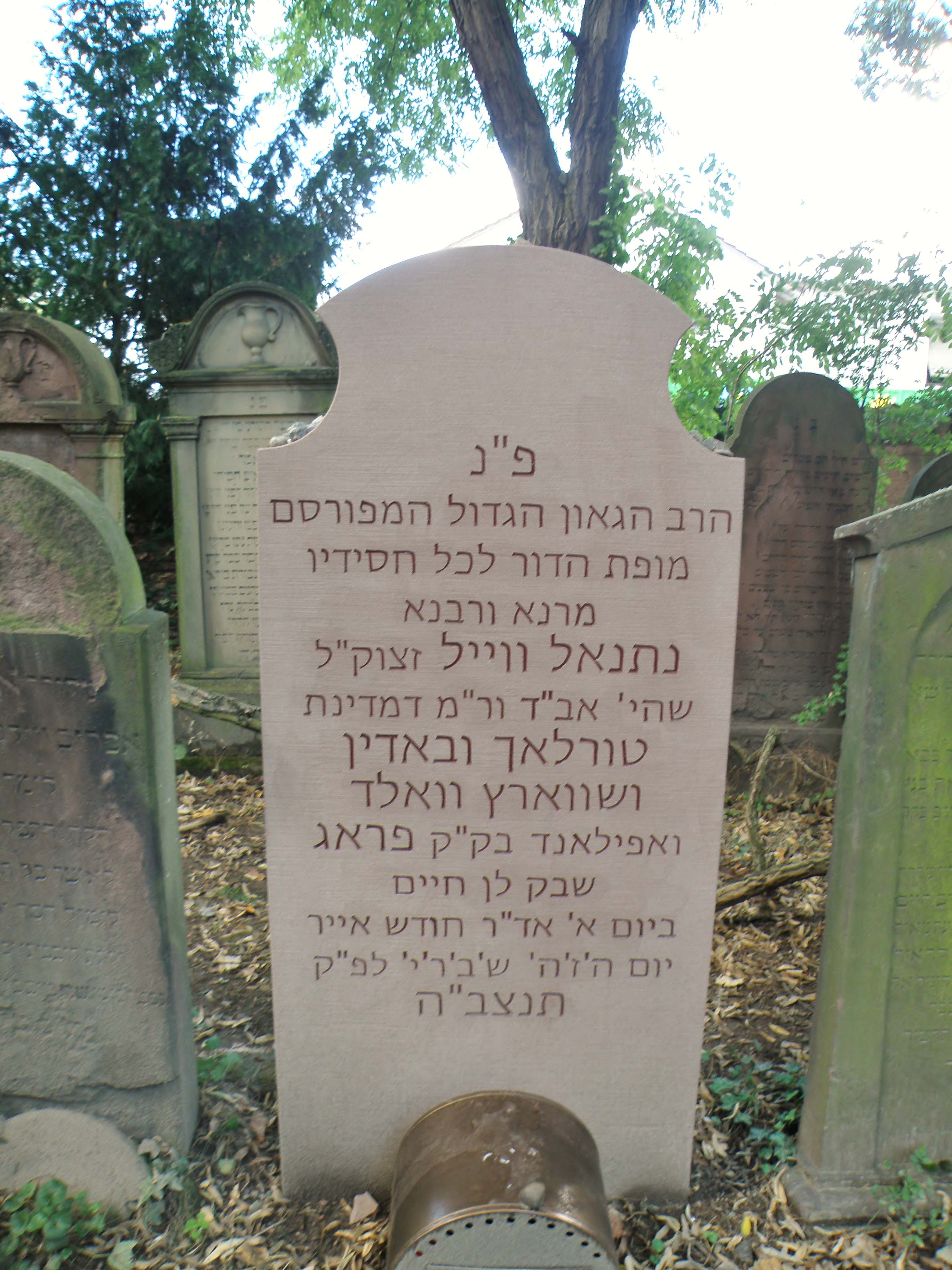
Sepultura do rabino Nataniel Weill, 2013
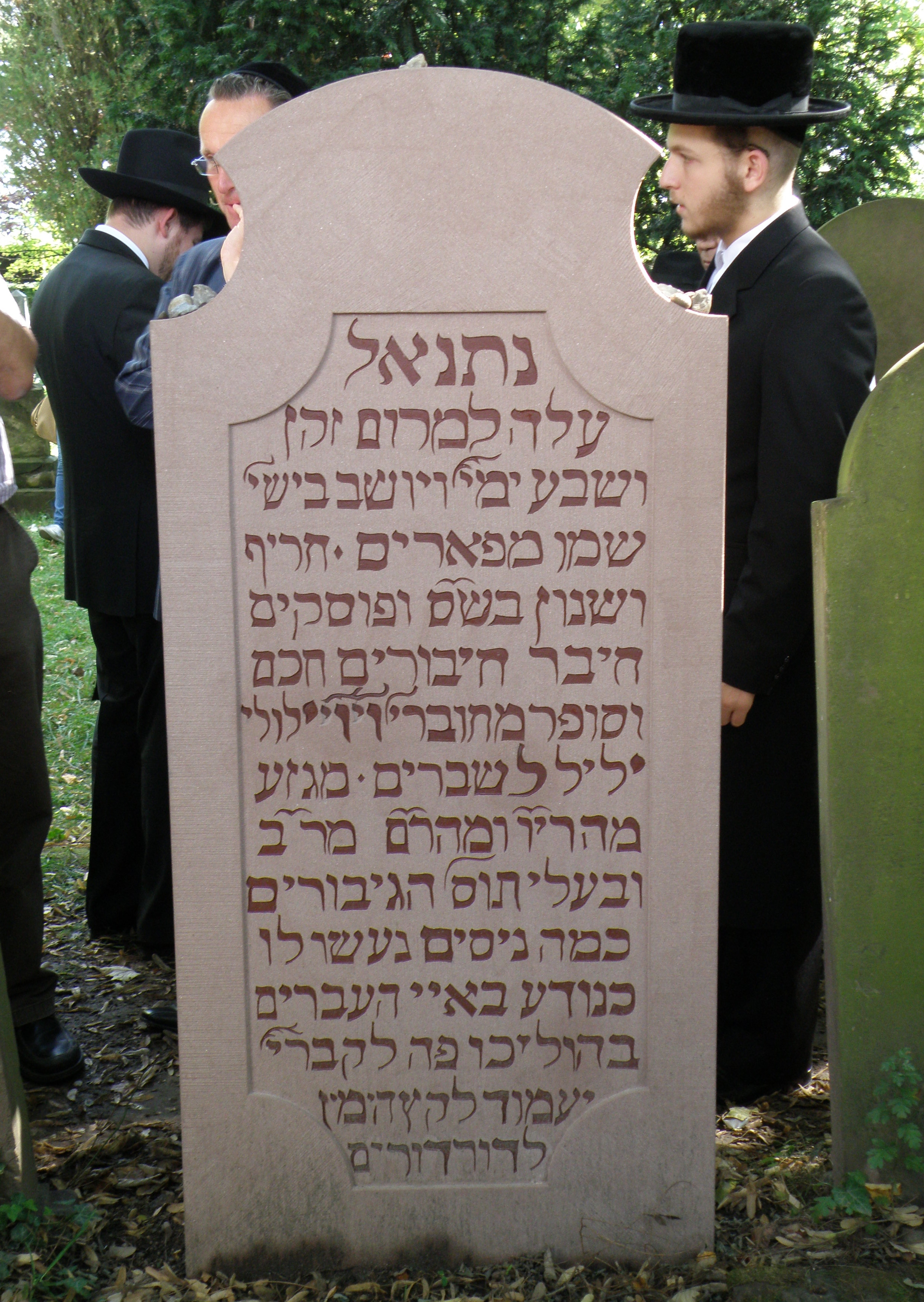
Lado oposto da sepultura do rabino Nathanael Weil, 2013
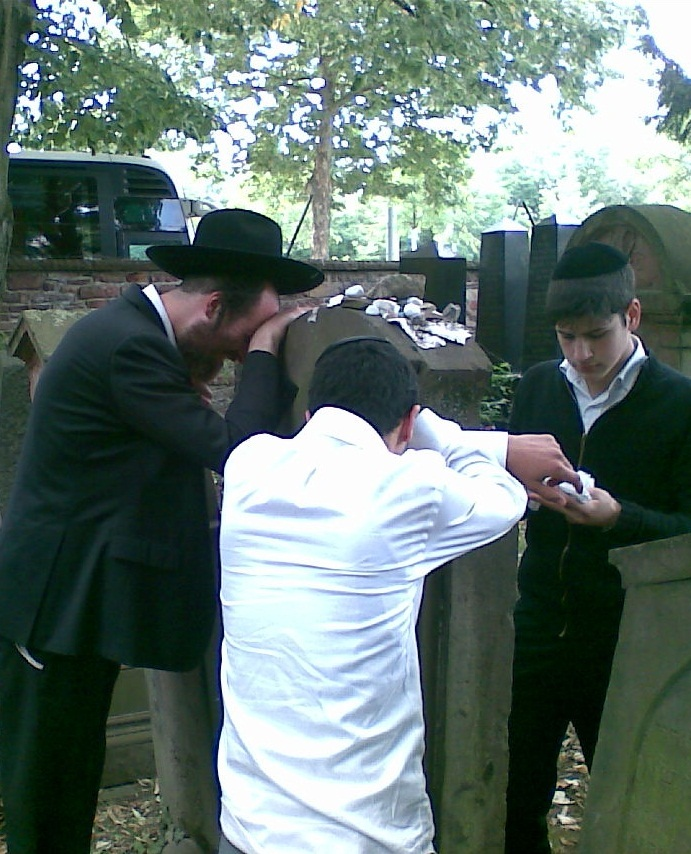
Peregrinação à sepultura do rabino Nathaniel Weil
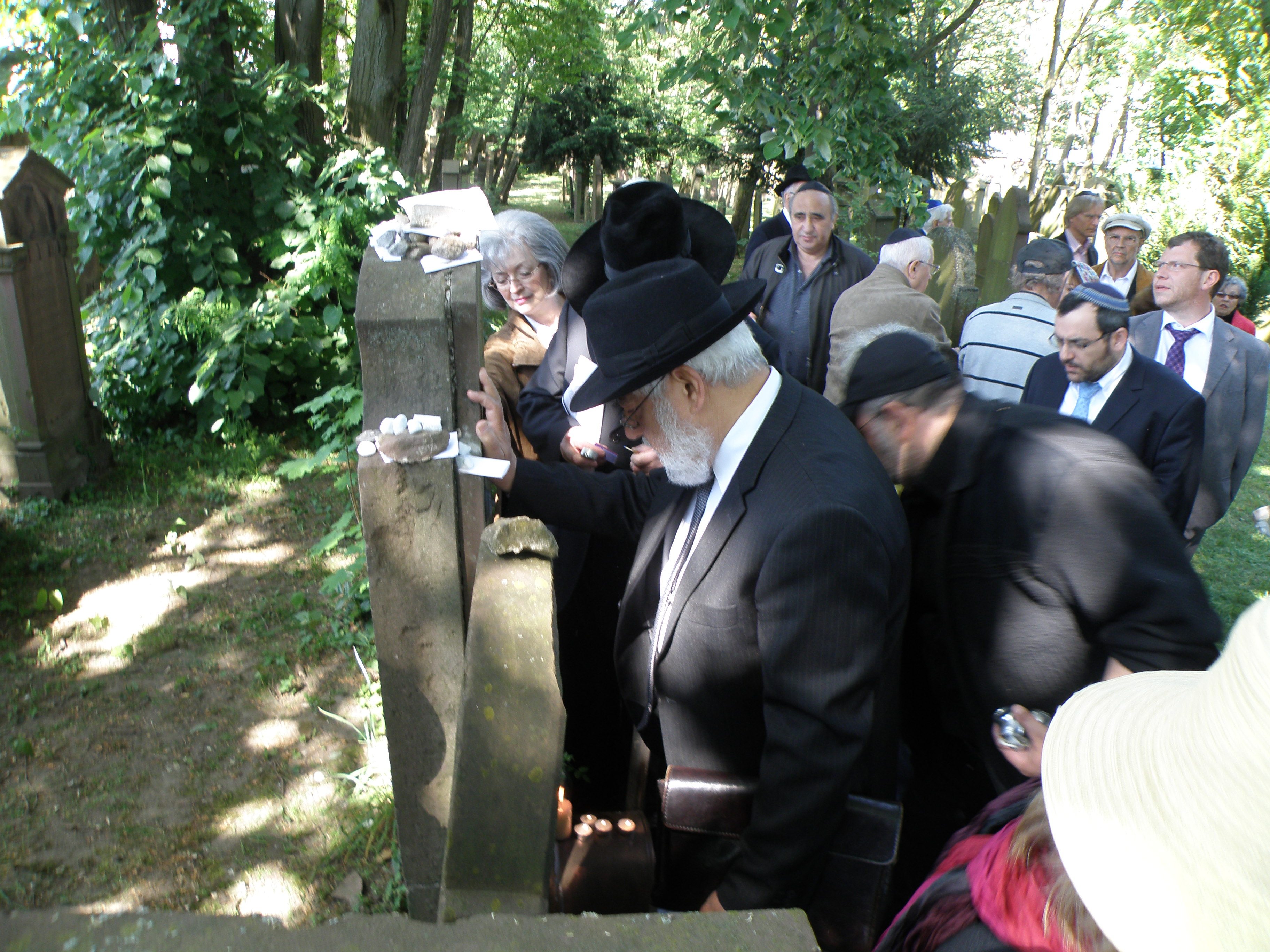
Peregrinação à sepultura do rabino Nathaniel Weil